# David og Lillian
David og Lillian er en film instrueret af Annelise Malmgren.

## Handling
Et portræt af danskere i velfærdsstaten. Deres liv og lykke.